# Sagarana, o Duelo
Sagarana, o Duelo és una pel·lícula brasilera del 1973, del gènere drama, escrita i dirigida per Paulo Thiago, basada en el conte "O Duelo", del llibre Sagarana, de Guimarães Rosa.

## Argument
Turíbio atrapa la seva dona Mariana amb un amant, un caçador de cangaceiros. Turíbio posa una emboscada per venjar-se, però acaba matant l'home equivocat, i qui l'hauria de detenir pel crim és precisament l'amant de la dona.
La cacera viatja per l'interior, on es troben amb personatges típics. El Duel, però, no es produeix en el sentit literal de la paraula, sinó més aviat un duel entre els forts i els febles, ja que Turíbio (feble) espera una oportunitat per matar Cassiano Gomes (fort) i Turíbio és mort per Vinte-e-um (feble, ara Turíbio es considera el fort). Recordant que Turíbio no pot matar Cassiano, aquest mor a causa de les seves complicacions cardíaques.

## Repartiment
| - Joel Barcellos.... Turíbio - Ítala Nandi.... Mariana - Milton Moraes - Rodolfo Arena - Ana Maria Magalhães - Paulo César Peréio - Zózimo Bulbul - Sadi Cabral - Paulo Villaça - Antônio Carnera - Emmanuel Cavalcanti - Roberto Ferreira | - Wilson Grey - Átila Iório - Erley José - Luiz Linhares - José Marinho - Waldir Onofre - Ruy Polanah - Vinícius Salvatori - Joffre Soares - Nery Victor - Milton Vilar |

## Premis i nominacions
24è Festival Internacional de Cinema de Berlín 1974
- Nominat a l'Ós d'Or.[2]

Coruja de Ouro (Instituto Nacional de Cinema)
- Guanyador Millor actor secundari (Wilson Grey)